# Улитёнок, Александр Леонидович
Александр Леонидович Улитенок (бел. Алякса́ндр Леанідавіч Уліцёнак; род. 21 февраля 1954, д. Ракузовка, Могилёвский район, БССР) — белорусский общественный деятель, журналист, редактор, основатель и издатель газеты «Свободные новости плюс» (ранее — «Свободные новости»).
В 1980 году окончил журфак БГУ. С 1980 г. корреспондент, заведующий отделом газеты «Звязда». С 1986 по 1993 гг. — собственный корреспондент газеты «Правда» по БССР.
В 1991 году вместе с группой единомышленников из газеты «Звязда» основал газету «Свободные новости» (в 2002 г. газета стала выходить под названием «Свободные новости плюс»). С 1991 по 1997 гг. — главный редактор газеты «Свободные новости». С 1997 по 2002 гг. — президент ЗАО «СНА», с 2002 года по настоящее время директор, заместитель директора ООО «СНплюс».
С 2005—2010 — редактор утреннего эфира «Радыё Свабода».

## Награды
- Лауреат премии Ленинского комсомола им. Веры Хоружей.
- Лауреат Государственной премии Республики Беларусь за 1992 г. в области журналистики за книгу публицистики «Іншадумцы» («Мыслящие иначе»).